# Патакамая
Патакамая (ісп. Patacamaya, айм. Patak Amaya) — місто на заході Болівії у департаменті Ла-Пас. Населення — 25 049 осіб на 2024 рік.

## Географія
Лежить у південній частині департаменту серед гір Кордильєра-Реаль на плато Альтіплано.

### Клімат
Місто знаходиться у зоні, котра характеризується кліматом помірних степів. Найтепліший місяць — листопад із середньою температурою 10.4 °C (50.7 °F). Найхолодніший місяць — липень, із середньою температурою 5.1 °С (41.2 °F).
| Клімат Патакамаї        | Клімат Патакамаї | Клімат Патакамаї | Клімат Патакамаї | Клімат Патакамаї | Клімат Патакамаї | Клімат Патакамаї | Клімат Патакамаї | Клімат Патакамаї | Клімат Патакамаї | Клімат Патакамаї | Клімат Патакамаї | Клімат Патакамаї | Клімат Патакамаї |
| Показник                | Січ.             | Лют.             | Бер.             | Квіт.            | Трав.            | Черв.            | Лип.             | Серп.            | Вер.             | Жовт.            | Лист.            | Груд.            | Рік              |
| Середня температура, °C | 10,2             | 10,1             | 10               | 9,1              | 7,1              | 5,3              | 5,1              | 6,3              | 7,8              | 9,4              | 10,4             | 10,4             | 8,4              |
| Норма опадів, мм        | 95.4             | 75.3             | 50.6             | 15               | 7.1              | 2                | 1.6              | 9                | 32.2             | 17.3             | 32.5             | 75.8             | 413.8            |
| Днів з опадами          | 16,8             | 15,3             | 12,4             | 5,9              | 2,2              | 1,1              | 1,4              | 2,7              | 6,6              | 6,9              | 8                | 13,5             | 92,8             |
| Вологість повітря, %    | 68.9             | 70.4             | 68.5             | 60.2             | 48.3             | 42.5             | 43.5             | 45.4             | 52.6             | 52.8             | 55.9             | 63.8             | 56.1             |
| ----------------------- | ---------------- | ---------------- | ---------------- | ---------------- | ---------------- | ---------------- | ---------------- | ---------------- | ---------------- | ---------------- | ---------------- | ---------------- | ---------------- |
| Джерело: Weatherbase    |                  |                  |                  |                  |                  |                  |                  |                  |                  |                  |                  |                  |                  |